# Geschützter Landschaftsbestandteil Steinbruch Hasper Talsperre

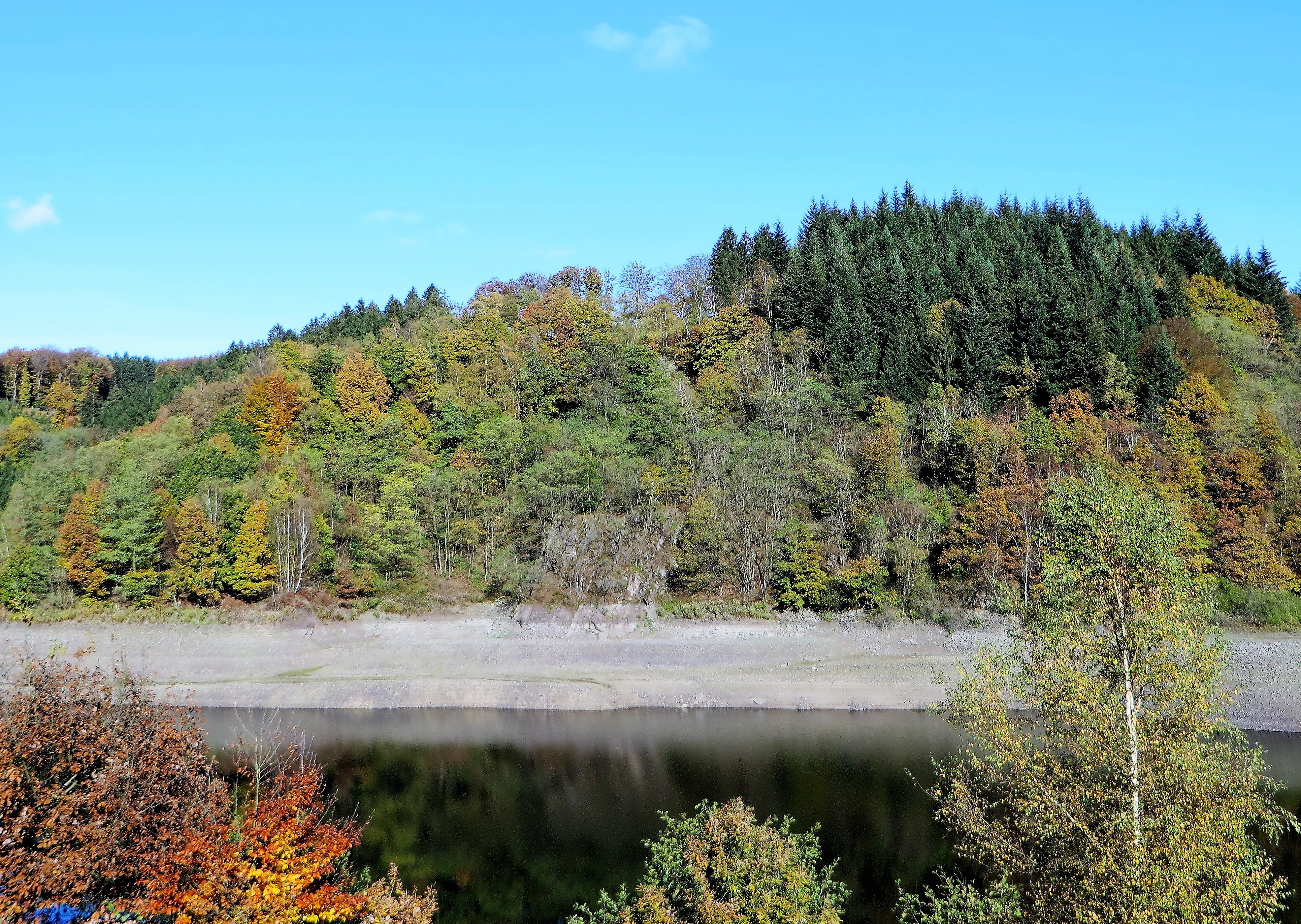
Geschützter Landschaftsbestandteil Steinbruch Hasper Talsperre

Der Geschützte Landschaftsbestandteil Steinbruch Hasper Talsperre mit einer Flächengröße von 0,4 ha liegt auf dem Gebiet der kreisfreien Stadt Hagen in Nordrhein-Westfalen. Der LB wurde 1994 mit dem Landschaftsplan der Stadt Hagen vom Stadtrat von Hagen ausgewiesen.

## Beschreibung
Beschreibung im Landschaftsplan: „Der ehemalige Steinbruch in den Brandenberg-Schichten des Mitteldevons mit südexponierten Felswänden liegt am Nordufer der Hasper Talsperre.“

## Schutzzweck
Laut Landschaftsplan erfolgte die Ausweisung „zur Sicherung der Leistungsfähigkeit des Naturhaushalts durch Erhalt eines Lebensraumes, insbesondere für wärmeliebende Pflanzen und Tiere sowie der Biotopvielfalt in Waldgebieten und zur Gliederung und Belebung des Landschaftsbildes durch Sicherung geowissenschaftlicher Objekte und der Vielfalt an Landschaftselementen.“